# Porta Santo Spirito

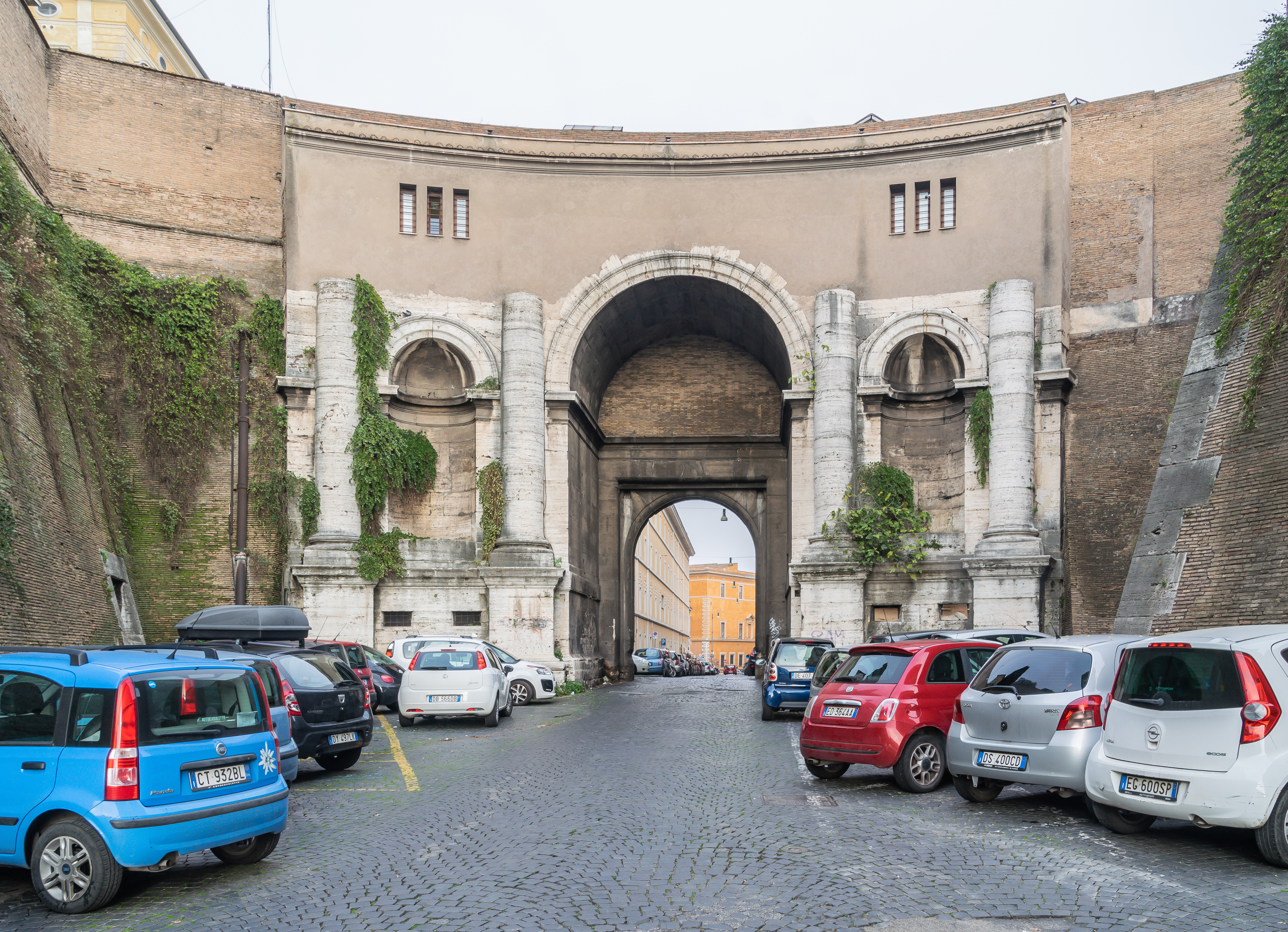
Porta Santo Spirito.

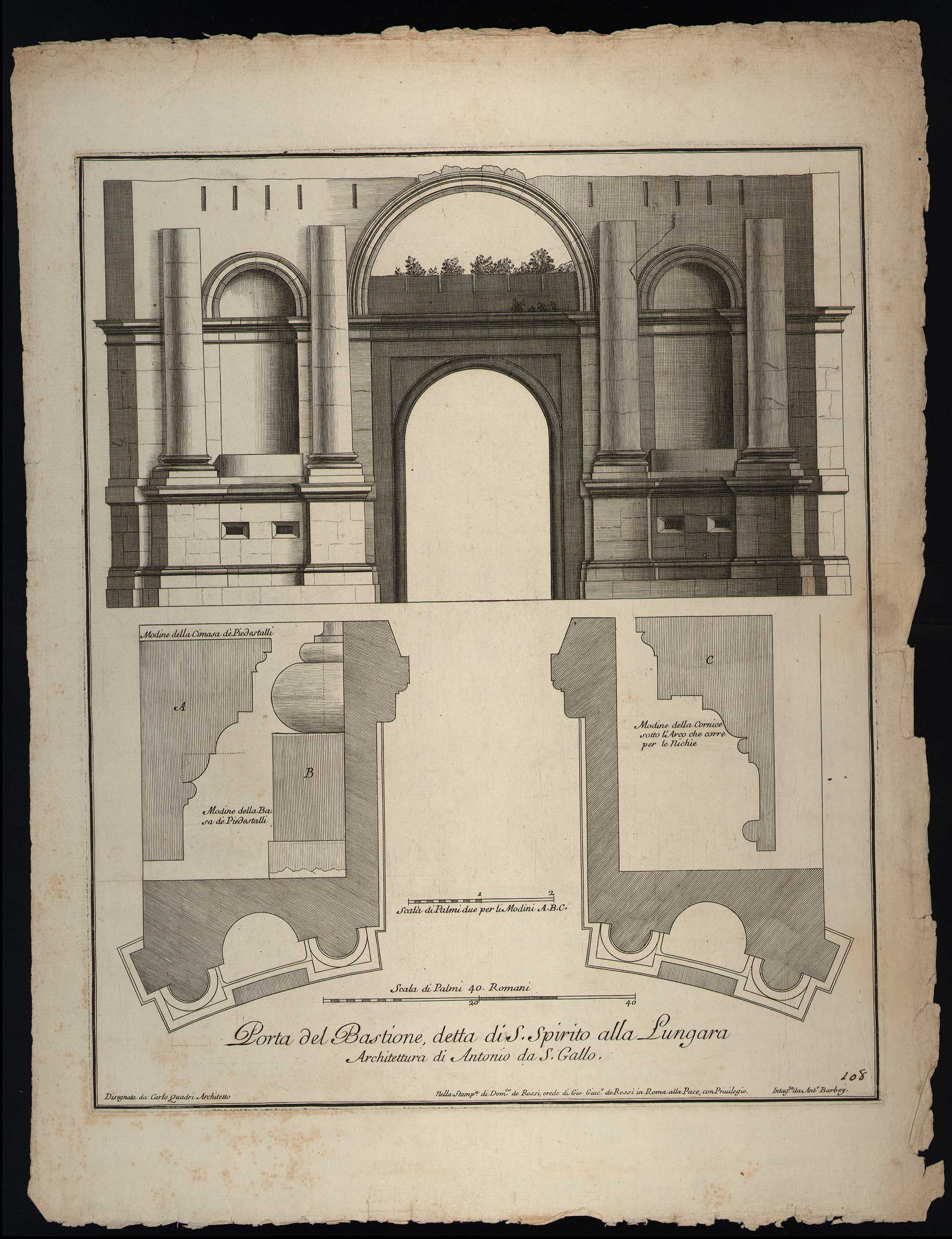
Porta Santo Spirito. Ritning och plan.

Porta Santo Spirito är en stadsport i den leoninska muren i Rom, uppkallad efter sjukhuset Santo Spirito. 
Porten är belägen vid Via di Porta Santo Spirito i Rione Borgo och uppfördes ursprungligen omkring år 850 under påve Leo IV:s pontifikat. Dess nuvarande utseende tillkom omkring år 1543 efter ritningar av renässansarkitekten Antonio da Sangallo den yngre. Porta Santo Spirito domineras av sina djupa nischer samt avhuggna kolossalkolonner med höga socklar.

### Webbkällor
- Bruschi, Arnaldo (1983). ”CORDINI, Antonio, detto Antonio da Sangallo il Giovane” (på italienska). Dizionario Biografico degli Italiani – Volume 29. Treccani. Arkiverad från originalet den 2 juli 2022. https://archive.ph/BTbyR. Läst 2 juli 2022.